# PLOS Computational Biology
PLOS Computational Biology — журнал з обчислювальної біології, що знаходиться у відкритому доступі. Публікується некомерційною організацією «Public Library of Science» спільно з Міжнародним товариством обчислювальної біології (англ. International Society for Computational Biology). Виходить з червня 2005 року.

Весь вміст журналу, якщо не вказано інакше, доступний під ліцензією «Creative Commons Attribution License».